# Arctopiophila nigerrima
Arctopiophila nigerrima is een vliegensoort uit de familie van de Piophilidae. De wetenschappelijke naam van de soort is voor het eerst geldig gepubliceerd in 1901 door Lundbeck.